# Le Ramoneur des Lilas
Pour plus de détails, voir Fiche technique et Distribution.
Le Ramoneur des Lilas est un court-métrage français réalisé par Cédric Klapisch, sorti en 1998.
Ce court-métrage pornographique est à l'initiative de la chaîne de télévision Canal + et du Ministère français de la Santé, qui a demandé à plusieurs réalisateurs (dont Jacques Audiard, Marc Caro et Gaspar Noé) de réaliser un court-métrage pornographique chacun, visant à prévenir contre les dangers du Sida et à promouvoir le port du préservatif.

## Synopsis
Dans la demeure « Les Lilas » vivent le châtelain et la châtelaine. Quand le châtelain sort, le ramoneur arrive. Une soubrette est chargée d'aller chercher des préservatifs.

## Fiche technique
- Titre : Le Ramoneur des Lilas
- Réalisation : Cédric Klapisch
- Scénario : Cédric Klapisch
- Photographie : Olivier Carlou
- Pays de production :  France
- Durée : 8 minutes
- Genre : comédie, pornographique
- Année de sortie : 1998

## Distribution
- Yves Baillat : le ramoneur
- Olivia Del Rio : la soubrette
- Magella : la bourgeoise
- Cédric Klapisch : le chauffeur de la Rolls (caméo)
- Zinedine Soualem: le mari
- Francesco Malcom : le téléspectateur